# Helmut Ibach
Helmut Ibach (* 24. März 1912 in Ludwigshafen am Rhein; † 1. September 1996 in Bezau, Vorarlberg) war ein deutscher Historiker, Journalist und Publizist. Ibach war zunächst geschichtswissenschaftlich tätig, so verfasste er die erste Monografie zu Konrad von Megenberg. Nach 1945 wirkte er federführend an der Gründung der Katholischen Akademie Bayern mit und durchlief in den 1950er Jahren verschiedene Stationen in den Redaktionen überregionaler christlicher Zeitungen und Zeitschriften u. a. als Feuilletonchef beim Rheinischen Merkur. Er war überdies Gründungsvorsitzender des Bayerischen Presseclubs (1953–1957). Ibach wirkte fast zwei Jahrzehnte im wissenschaftlich-pädagogischen Bereich der Bundeswehr, zuletzt als Leitender Regierungsdirektor. Er war Träger u. a. des Bundesverdienstkreuzes.

## Leben
Ibach, römisch-katholisch getauft, wurde als Sohn eines Beamten und dessen Frau, einer Nachfahrin von Carl Benz, geboren. 1923 wurde er Mitglied im katholischen Jugendbund Neudeutschland. Er war dann Mannheimer Gruppenführer von St. Michael, Leiter des Langemarckgaus, der Südmark und der Freiburger Älterenbundsgruppe St. Bernhard. Nach dem Zweiten Weltkrieg begründete er die Gruppen in Heidelberg und Mannheim neu und formulierte 1948 den in Bad Brückenau vorgelegten „Heidelberger Vorschlag“.
Nach dem Schulbesuch in Mannheim studierte er Geschichte, Germanistik, Staatswissenschaften und Publizistik an den Universitäten in Heidelberg, Freiburg im Breisgau (u. a. bei Martin Heidegger) und Leipzig. 1936 wurde er bei Hermann Heimpel an der Philosophischen Fakultät der Universität Leipzig mit der Dissertation Leben und Schriften des Konrad von Megenberg zum Dr. phil. promoviert. Von 1937 bis 1939 arbeitet er als Assistent am Althochdeutschen Wörterbuch. 1940 folgte die Habilitation über  Zu Wortschatz und Begriffswelt der althochdeutschen Benediktinerregel. Er war von 1939 bis 1946 wissenschaftlicher Assistent mit Lehrauftrag an der Universität Heidelberg. Zwischenzeitlich war er Soldat (1940/41 und von 1942 bis 1945); er geriet in Kriegsgefangenschaft.
Er war dann kurzzeitig Lektor am Goethe-Institut in Brüssel, danach Journalist bei mehreren christlichen Zeitschriften: Von 1946 bis 1949 war er Mitglied der Redaktion der Monatszeitschrift Wort und Wahrheit und der Jugendzeitschrift Fährmann, sowie von 1949 bis 1957 der Wochenzeitung Rheinischer Merkur, wo er das Feuilleton leitete. Von 1952 bis 1955 war er Chefredakteur der Zeitschrift Neues Abendland, außerdem war er Vorstandsmitglied der Abendländischen Akademie. In dieser Zeit war Ibach hauptamtlicher Mitarbeiter der Organisation Gehlen, dem Vorläufer des Bundesnachrichtendienstes. Von 1953 bis 1957 war er Gründungsvorsitzender des Bayerischen Presseclubs. Von 1954 bis 1957 gehörte er dem Erweiterten Vorstand der Gesellschaft Katholischer Publizisten Deutschlands an. 1956 wurde er vorläufiger Kuratoriumsvorsitzender des Katholischen Akademie Bayern in München. Ab 1961 war er für die Verbandszeitschrift Königsteiner Offizierbriefe des Königsteiner Offizierkreises (Gemeinschaft Katholischer Soldaten) tätig.
Ibach, Reserveoffizier der Bundeswehr (in den 1960er Jahren im Dienstgrad eines Hauptmanns der Reserve), war von 1957 bis 1962 Dozent für politische Wissenschaften an der Schule der Bundeswehr für Innere Führung in Koblenz. Von 1962 bis 1965 war er Hilfsreferent in der Unterabteilung Fü BI (Innere Führung) im Führungsstab der Bundeswehr in Bonn. Er hatte maßgeblichen Anteil an der Konzeption der „Vorläufige[n] Richtlinien für die Bildungsarbeit innerhalb der Berufsausbildung des Offiziers“ von 1965. Von 1966 bis 1969 war er Leiter der Wissenschaftlichen Gruppe an der Offizierschule der Luftwaffe in Neubiberg. Nachdem er 1969/70 stellvertretender Leiter des Wissenschaftlichen Instituts für Erziehung und Bildung in den Streitkräften in Siegburg war, wurde er 1970 Dozent bei der Wissenschaftlichen Gruppe an der Heeresoffizierschule III in München. Von 1974 bis 1976 arbeitete er an der Führungsakademie der Bundeswehr in Hamburg. 1976 wurde er in den Ruhestand versetzt und arbeitete als freier Publizist.
Er war verheiratet und Vater von drei Kindern. Sein Nachlass befindet sich im Stadtarchiv Mannheim.

## Werk
Ibachs Dissertation Leben und Schriften des Konrad von Megenberg (1938) war die erste Monografie zu Konrad von Megenberg. Bisherige Arbeiten seien nunmehr durch die Ergebnisse des Autors überholt. Das Werk zeichne sich etwa durch die Heranziehung der handschriftlichen Überlieferungen aus. Wissenschaftler wie Richard Scholz und Edward Schröder lobten daher die Arbeit.

## Auszeichnungen
- 1982: Ehrenvorsitzender des Bayerischen Presseclubs
- Donat-Kreuz I. Klasse des Souveränen Malteserordens
- Bundesverdienstkreuz I. Klasse
- Komtur des Gregoriusordens

## Schriften (Auswahl)
- Leben und Schriften des Konrad von Megenberg (= Neue Deutsche Forschungen, Abteilung Mittelalterliche Geschichte. Bd. 7). Junker u. Dünnhaupt, Berlin 1938.
- mit Georg Stadtmüller, Friedrich August Freiherr von der Heydte: Bürgerschaft und Staatsordnung in Geschichte und Gegenwart (= Schriftenreihe des Kommunal-Verlags, 6). Mit einem Vorwort von Hans Peters, Kommunal Verlag, Recklinghausen 1959.
- mit Ferdinand Kuhn (Hrsg.): Deutsche Bürgerkunde. Kommunal Verlag, Recklinghausen 1960.
- Kleine Feldpostille. Soldatische Richtbilder aus 3 Jahrtausenden. Fromm, Osnabrück 1962.
- Lechfeld, Schicksalsfeld. Verlag Winfried-Werk, Augsburg 1966.